# Гербы Ненецкого автономного округа
Список гербов муниципальных образований Ненецкого автономного округа Российской Федерации.
На 1 января 2016 года в Ненецком автономном округе насчитывалось 21 муниципальное образование — 1 городской округ, 1 муниципальный район, 1 городское поселение и 18 сельских поселений.

## Гербы городского округа, муниципального района и городского поселения
| Герб | Наименование                                                                      | Дата утверждения            | Номер в ГГР |
| ---- | --------------------------------------------------------------------------------- | --------------------------- | ----------- |
|      | Герб муниципального образования «Городской округ „Город Нарьян-Мар“»              | 31 мая 2001 24 октября 2012 | 762         |
|      | Герб муниципального образования «Муниципальный район „Заполярный район“»          | 29 мая 2008                 | 4131        |
|      | Герб муниципального образования «Городское поселение „Рабочий посёлок Искателей“» | 26 июня 2012                | 7955        |

## Гербы сельских поселений
| Герб | Наименование                                               | Дата утверждения | Номер в ГГР |
| ---- | ---------------------------------------------------------- | ---------------- | ----------- |
|      | Герб муниципального образования «Посёлок Амдерма»          | 6 декабря 2016   | 11230       |
|      | Герб муниципального образования «Андегский сельсовет»      | 10 апреля 2013   | 8376        |
|      | Герб муниципального образования «Великовисочный сельсовет» | 16 апреля 2012   | 7790        |
|      | Герб муниципального образования «Канинский сельсовет»      | 2 февраля 2010   | 6016        |
|      | Герб муниципального образования «Карский сельсовет»        | 16 октября 2009  | 5866        |
|      | Герб муниципального образования «Колгуевский сельсовет»    | 29 августа 2013  | 8642        |
|      | Герб муниципального образования «Коткинский сельсовет»     | 31 августа 2015  | 10553       |
|      | Герб муниципального образования «Малоземельский сельсовет» | 2 марта 2011     | 6724        |
|      | Герб муниципального образования «Омский сельсовет»         | 3 сентября 2010  | 6536        |

| Герб | Наименование                                                  | Дата утверждения | Номер в ГГР |
| ---- | ------------------------------------------------------------- | ---------------- | ----------- |
|      | Герб муниципального образования «Пешский сельсовет»           | 30 ноября 2009   | 5862        |
|      | Герб муниципального образования «Приморско-Куйский сельсовет» | 26 мая 2010      | 6346        |
|      | Герб муниципального образования «Пустозерский сельсовет»      | 28 июня 2006     | 2497        |
|      | Герб муниципального образования «Тельвисочный сельсовет»      | 23 декабря 2004  | 1791        |
|      | Герб муниципального образования «Тиманский сельсовет»         | 28 декабря 2009  | 5864        |
|      | Герб муниципального образования «Хорей-Верский сельсовет»     | 14 октября 2009  | 5769        |
|      | Герб муниципального образования «Хоседа-Хардский сельсовет»   | 16 ноября 2009   | 5771        |
|      | Герб муниципального образования «Шоинский сельсовет»          | 27 мая 2010      | 6344        |
|      | Герб муниципального образования «Юшарский сельсовет»          | 30 сентября 2009 | 5753        |